# Kecskeri puszta Természetvédelmi Terület
A Kecskeri puszta Természetvédelmi Terület 1226 hektáron fekszik Kisújszállás és Karcag között. Egy szikes gyepekkel körülvett, rendkívül gazdag madárvilággal rendelkező tórendszerből áll, nyugati oldalán elterülő mocsarakkal.

## Fekvése, jellege
A Nagykunságban, Kisújszállás és Karcag között, a Karcagi-puszta vasúti megállótól északnyugatra fekszik.
Alföldi puszta, szikes rétekkel, tocsogós, mocsaras területekkel.

## Története
A Kecskeri puszta a Nagykunság egykori pusztáinak utolsó maradványa, mely egy nagyobb és két kisebb részből tevődik össze.
Tájföldrajzi szempontból a Szolnok-Túri-sík kistájon terül el. 
Az itteni egykor nagy kiterjedésű mocsarakkal tűzdelt puszták élővilágát 1993-ban nyilvánították védetté. Természetvédelmi feladata, hogy extenzív területhasználati módok (legeltetés, kisszerszámos halászat) alkalmazásával tegye lehetővé a régióra jellemző növény- és állatfajok megőrzését.
A Hortobágyhoz hasonló tájképi megjelenésű területen azonban művelés alatt álló szántó terület, és az 1950-es években itt kialakított rizsföldek maradványai is megtalálhatók. A változatos terepfelszínen mozaikosan megtalálható az egykori puszta megmaradt növény- és állatvilága. 
Az itt található Konta-mocsár szerves egységet alkot a körülötte elterülő szikes pusztával, az egykori Karajános helyén kialakított közeli víztározóval, a náddal benőtt területekkel.
A környező szikes pusztán legeltető állattartás (szarvasmarhatartás) folyik.

## Növényvilága
A Kecskeri puszta változatos terepfelszínén mozaikos növénytársulások alakultak ki. 
A magasabban fekvő száraz, szikes területeken szinte valamennyi szikesekre jellemző növénytársulás kialakult.
A puszta vizes területein megtalálható a rizspalka (Cyperus difformis), a rizsgyékény (Typha laxmanni) is.
A környező csatornákban nagy tömegben él a sulyom (Trapa natans), a mocsarakban pedig többféle békalencsefaj: rucaöröm (Salvinia natans), vagy a vízi harmatkása (Glyceria maxima), a gyékényfélék közül a keskenylevelű gyékény (Typha angustifolia), széleslevelű gyékény (Typha latifolia) és a nád (Phragmites communis).
A magasabban fekvő üde, nedves részeken pedig ecsetpázsitos rét (Agrostio-Alopecurctum pratensis) található.

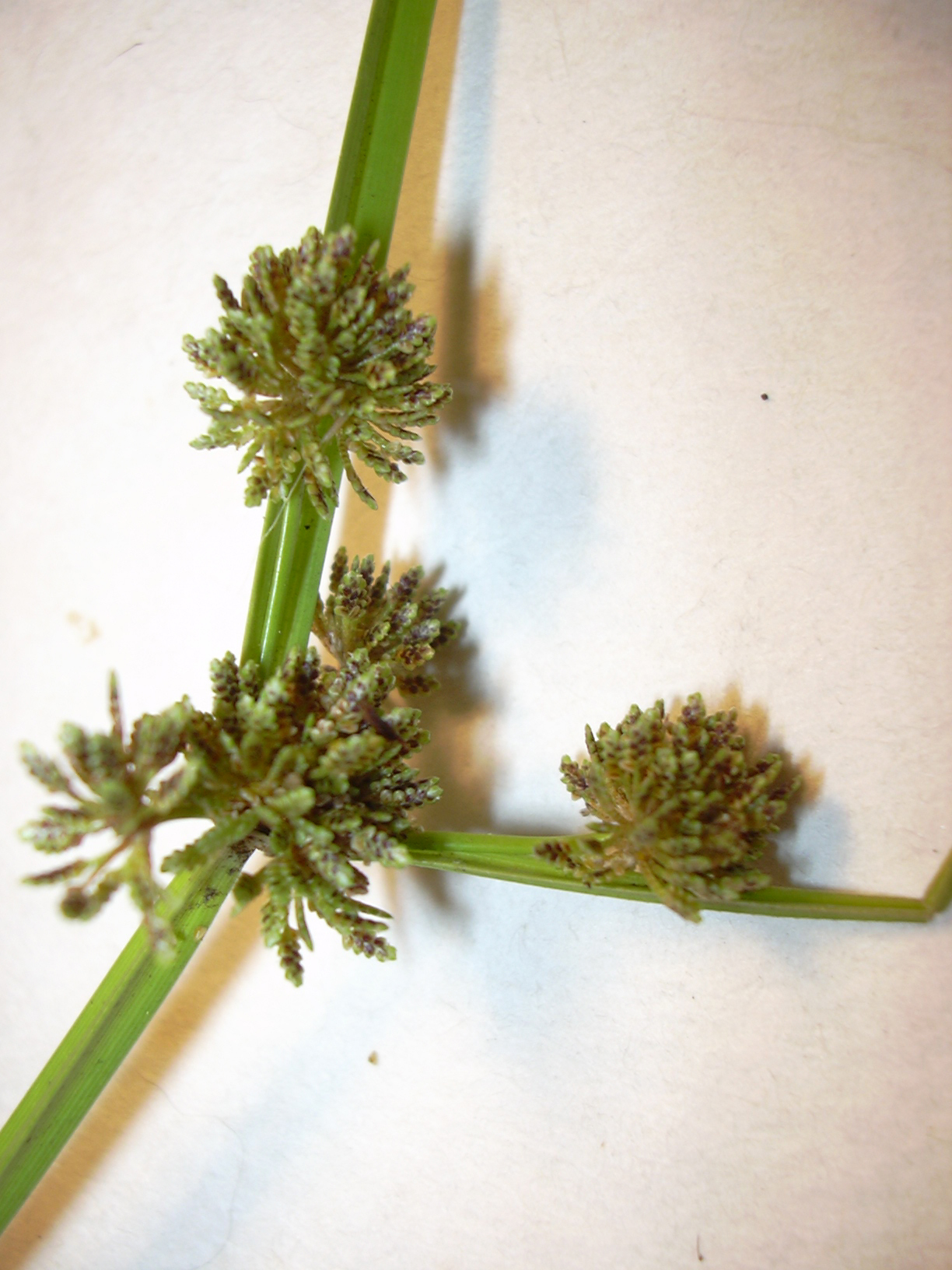
Rizspalka
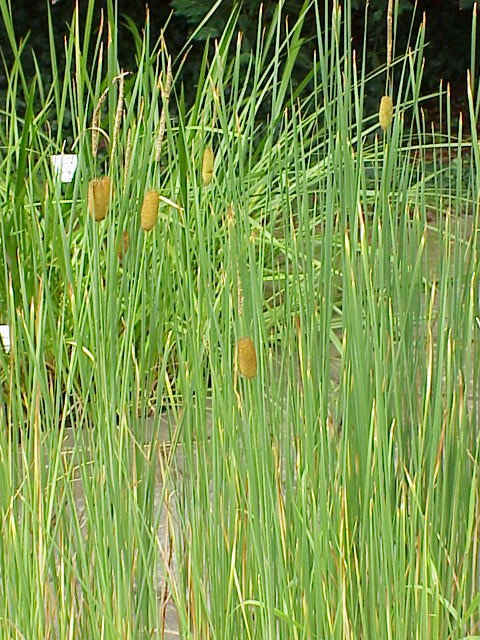
Rizsgyékény
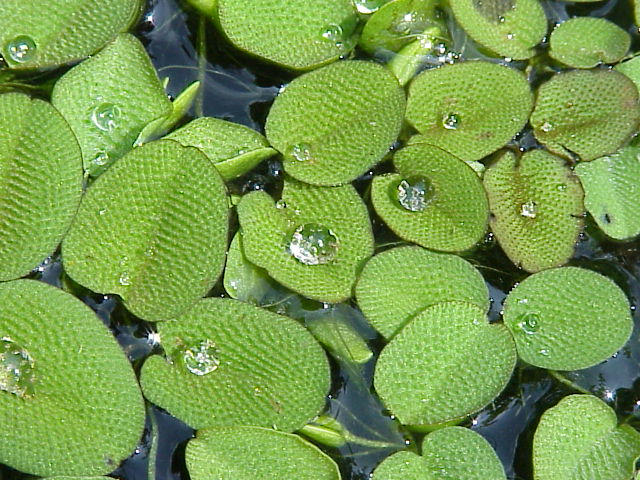
Rucaöröm
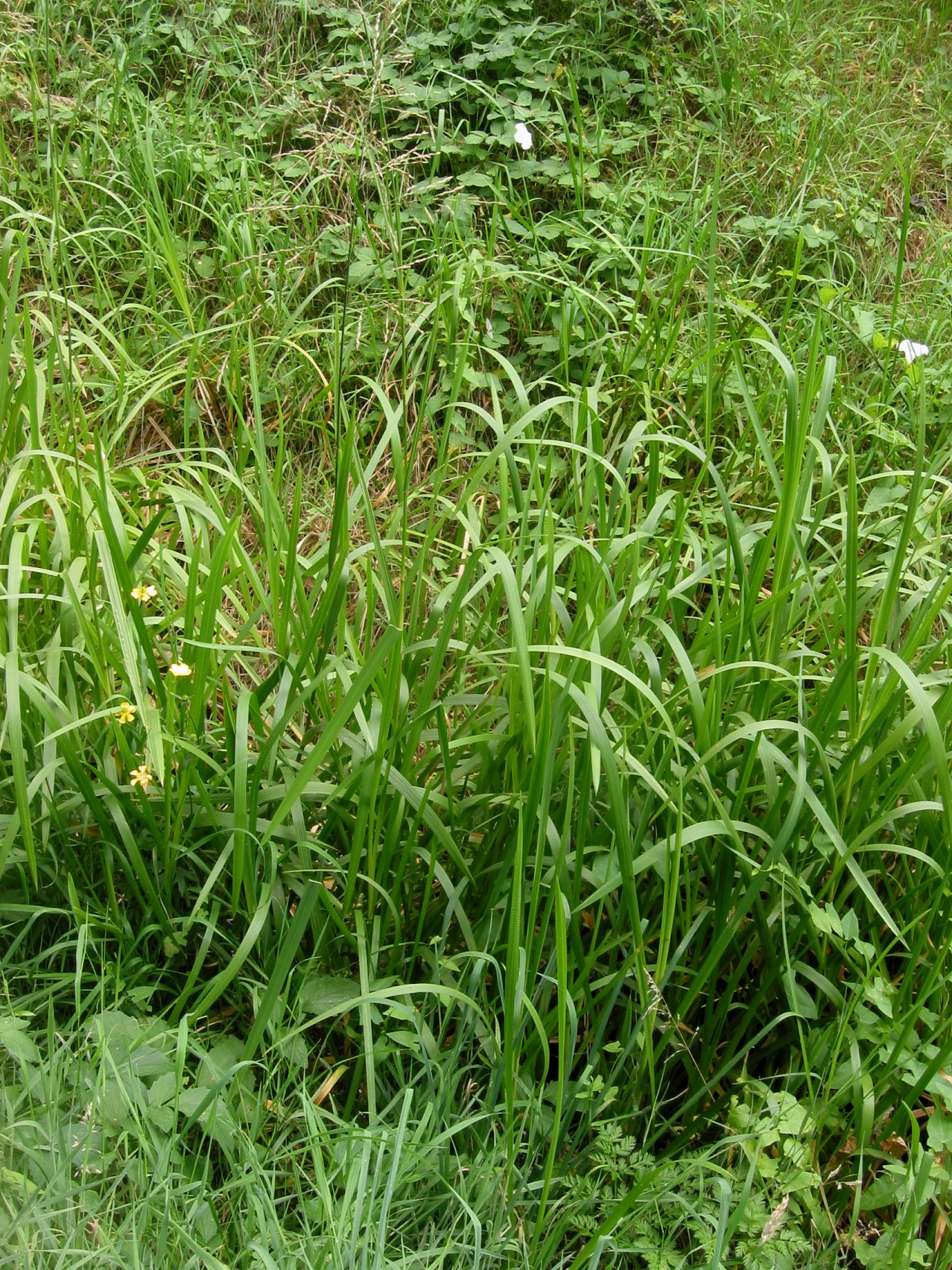
Vízi harmatkása
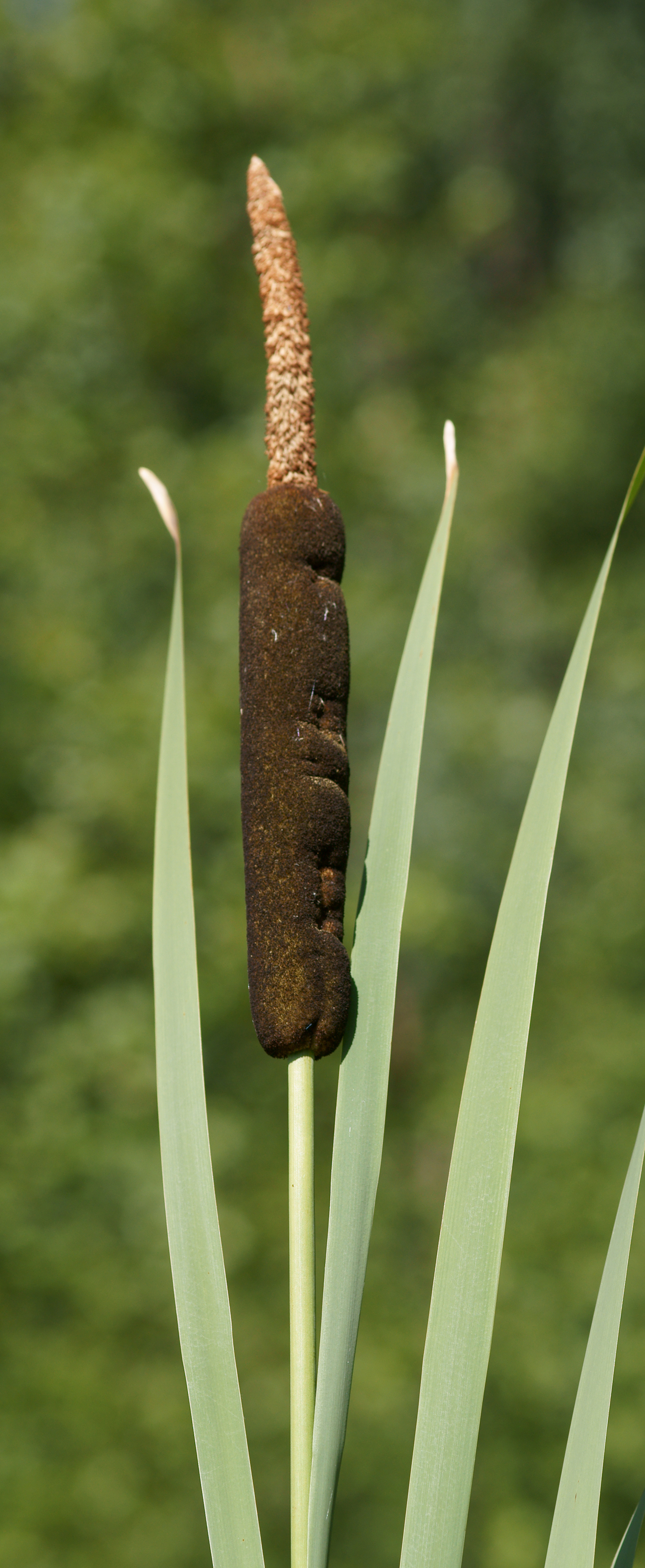
Széleslevelű gyékény
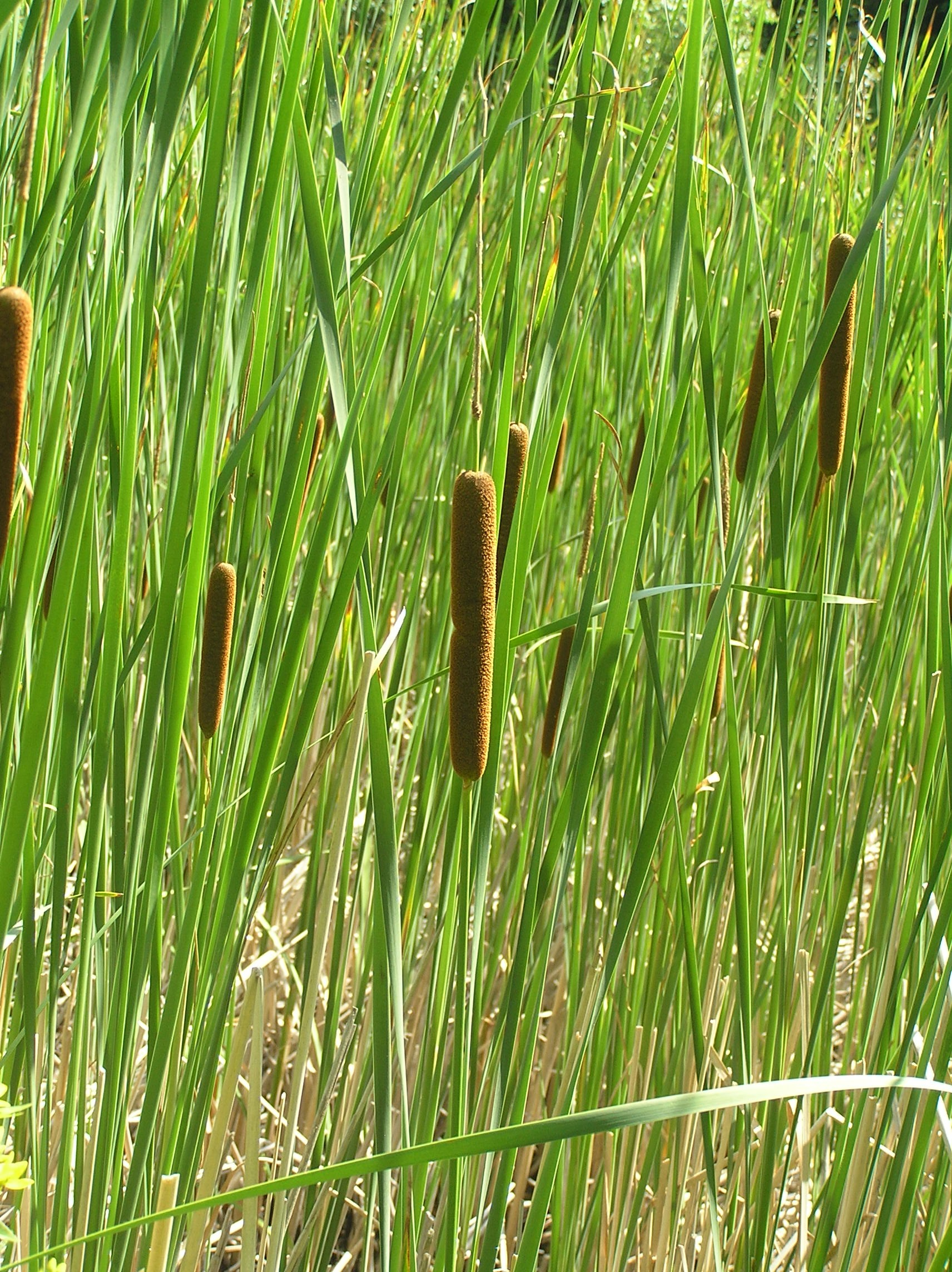
Keskenylevelű gyékény
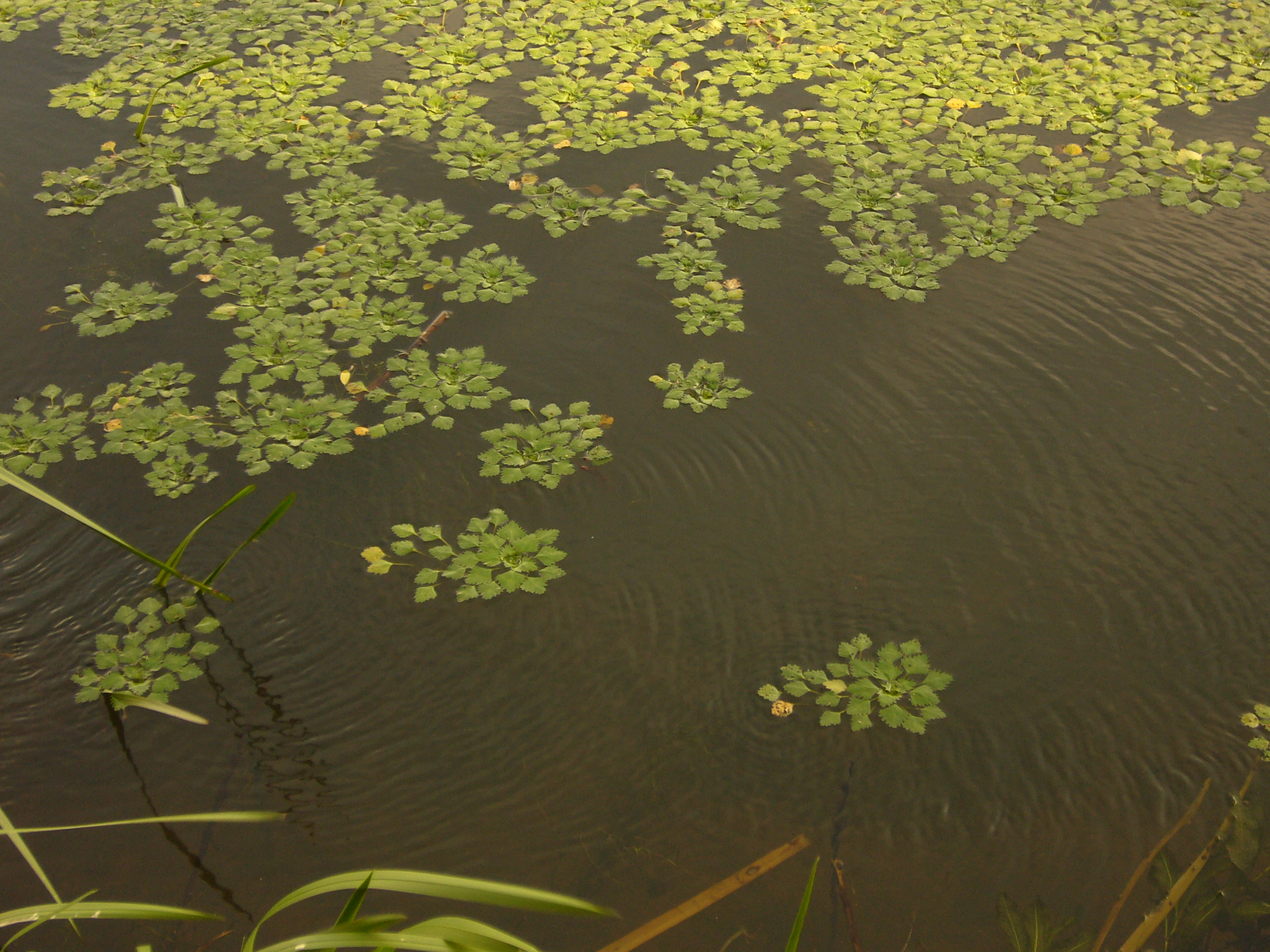
Sulyom
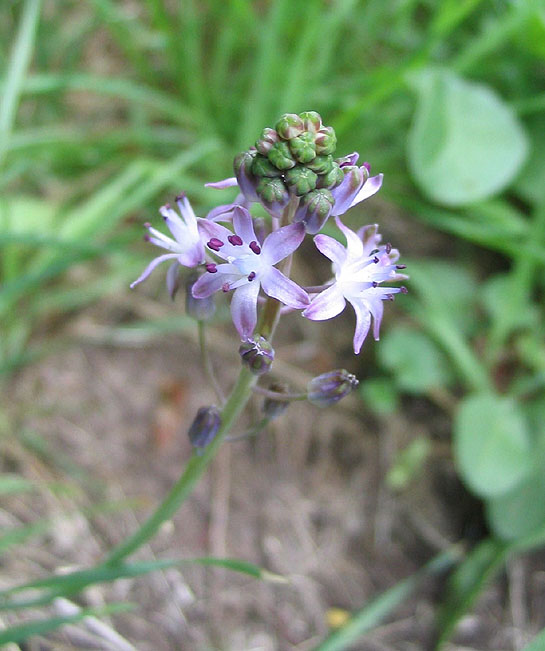
Őszi csillagvirág
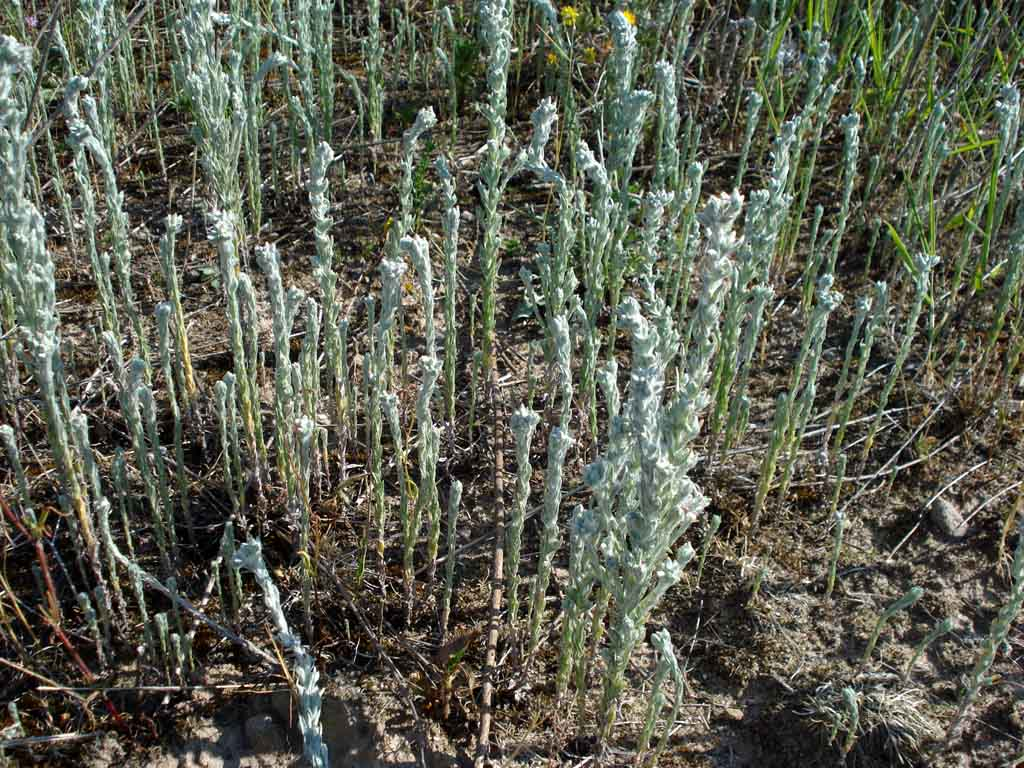
Gyapjas penészvirág
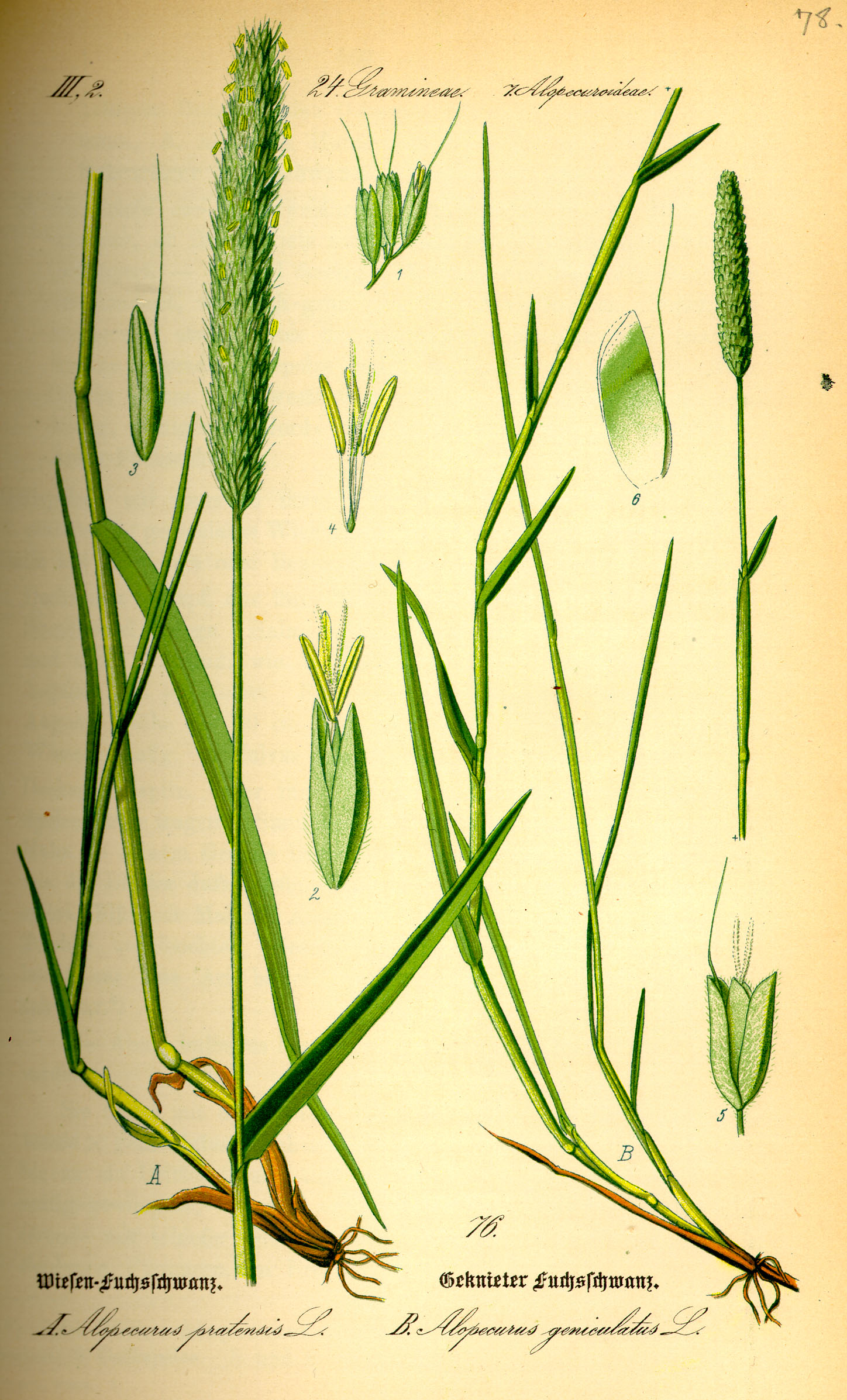
Réti ecsetpázsit

## Madárvilága
A Kecskeri-víztározó parti sávjában és szigetein tenyésző nádasok sokféle madárnak - különösen gémféléknek, nyári ludaknak és réceféléknek - nyújtanak élőhelyet és fészkelési lehetőséget.
A Konta-mocsár  - bár kis területet ölel fel - gazdag madárvilágnak ad otthont, a víztározó és a nagy kiterjedésű szántóföldek és füves puszták közelsége, valamint az őszi- és tavaszi madárvonulásokkor itt átvonuló nagyszámú madárfaj miatt. A sokféle madárfaj közül néhány:
Az őszi- és tavaszi madárvonuláskor itt megforduló fajok
| - Sarki búvár (Gavia arctica) - Bütykös hattyú (Cygnus olor) - Nagy lilik (Anser Albifrons) - Vetési lúd (Anser fabalis) - Kendermagos réce (Anas strepera) - Fütyülő réce (Anas penelope) - Nyílfarkú réce (Anas acuta) - Csörgő réce (Anas crecca) - Kontyos réce (Aythya fuligula) - Hegyi réce (Aythya marila) - Kerceréce (Bucephala clangula) - Kis bukó (Mergus albellus) - Daru (Grus grus) - Rétisas (Haliaeetus albicilla) - Halászsas (Pandion haliaeetus) | - Aranylile (Pluvialis aqricarius) - Kis lile (Charadrius dubius) - Nagy póling (Numenius arquata) - Füstös cankó (Tringa erythropus) - Erdei cankó (Tringa ochropus) - Réti cankó (Tringa glareola) - Piroslábú cankó (Tringa totanus) - Billegetőcankó (Tringa hypoleucos) - Pajzsos cankó (Philomachus pugnax) - Székicsér (Glareola pratincola) - Fattyúszerkő (Chlidonias hybridus) - Fehérszárnyú szerkő (Chlidonias leucopterus) - Réti fülesbagoly (Asio flammeus) - Jégmadár (Alchedo atthis) |

A területen költő, vagy átnyaraló madarak
| - Bölömbika (Botaurus stellaris) - Törpegém (Ixobrychus minutus) - Nagy kócsag (Egretta alba) - Szürke gém (Ardea cinerea) - Vörös gém (Ardea purpurea) - Kanalasgém (Platalea leucorodia) - Fehér gólya (Ciconia ciconia) - Fekete gólya (Ciconia nigra) - Nyári lúd (Anser anser) - Tőkés réce (Anas platyrhynchos) - Kanalas réce (Anas clypeata) - Kerecsensólyom (Falco cherrug) - Vörös vércse (Falco tinnunculus) - Kék vércse (Falco vespertinus) - Pusztai ölyv (Buteo rufinus) - Egerészölyv (Buteo buteo) | - Békászó sas (Aquila pomarina) - Barna rétihéja (Circus aeruginosus) - Vízityúk (Gallinula chloropus) - Szárcsa (Fulica atra) - Túzok (Otis tarda) - Nagy goda (Limosa limosa) - Bíbic (Vanellus vanellus) - Piroslábú cankó (Tringa totanus) - Sárszalonka (Gallinago gallinago) - Gólyatöcs (Himantopus himantopus) - Ugartyúk (Burrhinus oedicnemus) - Székicsér (Glareola pratincola) - Kormos szerkő (Chlidonias niger) - Szalakóta (Coracius garrulus) - Búbos banka (Upupa epops) |

A Kecskeri puszta területén megfigyelhető fajok
| - Mezei pacsirta (Alauda arvesis) - Füsti fecske (Hirundo rustica) - Molnárfecske (Delichon urbicum) - Guvat (Rallus aquaticus) - Szarka (Pica pica) - Dolmányos varjú (Corvus cornix) - Vetési varjú (Corvus frugilegus) - Függőcinege (Remiz pendulinus) - Barkóscinege (Panurus biarmicus) - Cigány csaláncsuk (Saxiola torquata) - Kékbegy (Luscinia svecica) - Nádi tücsökmadár (Locustella luscinioides) | - Foltos nádiposzáta (Acrocephalus schoenobaenus) - Cserregő nádiposzáta (Acrocephalus scirpaceus) - Nádirigó (Acrocephalus arundinaceus) - Barázdabillegető (Motacilla alba) - Sárga billegető (Motacilla flava) - Tövisszúró gébics (Lanius collurio) - Nádi sármány (Emberzia schoeniclus) - Kis őrgébics (Lanius minor) - tengelic (Carduelis carduelis) - Seregély (Sturnus vulgaris) - Mezei veréb (Passer montanus) - Sordély (Miliaria calandra) |

Télen előforduló fajok
| - Gatyás ölyv (Buteo lagopus) - Egerészölyv (Buteo buteo) - Kékes rétihéja (Cirus cianeus) - Rétisas (Haliaeetus albicilla) - Nagy őrgébics (Lanius excubitor) - Túzok (Otis tarda) - Téli kenderike (Carduelis flavirostis) | - Tengelic (Carduelis carduelis) - Citromsármány (Emberzia citrinella) - Hósármány (Plectrophenax nivalis) - Sarkantyús sármány (Calcarius lapponicus) - Fekete rigó (Turdus merula) - Fenyőrigó (Turdus pilaris) - Zöldike (Carduelis chloris) |

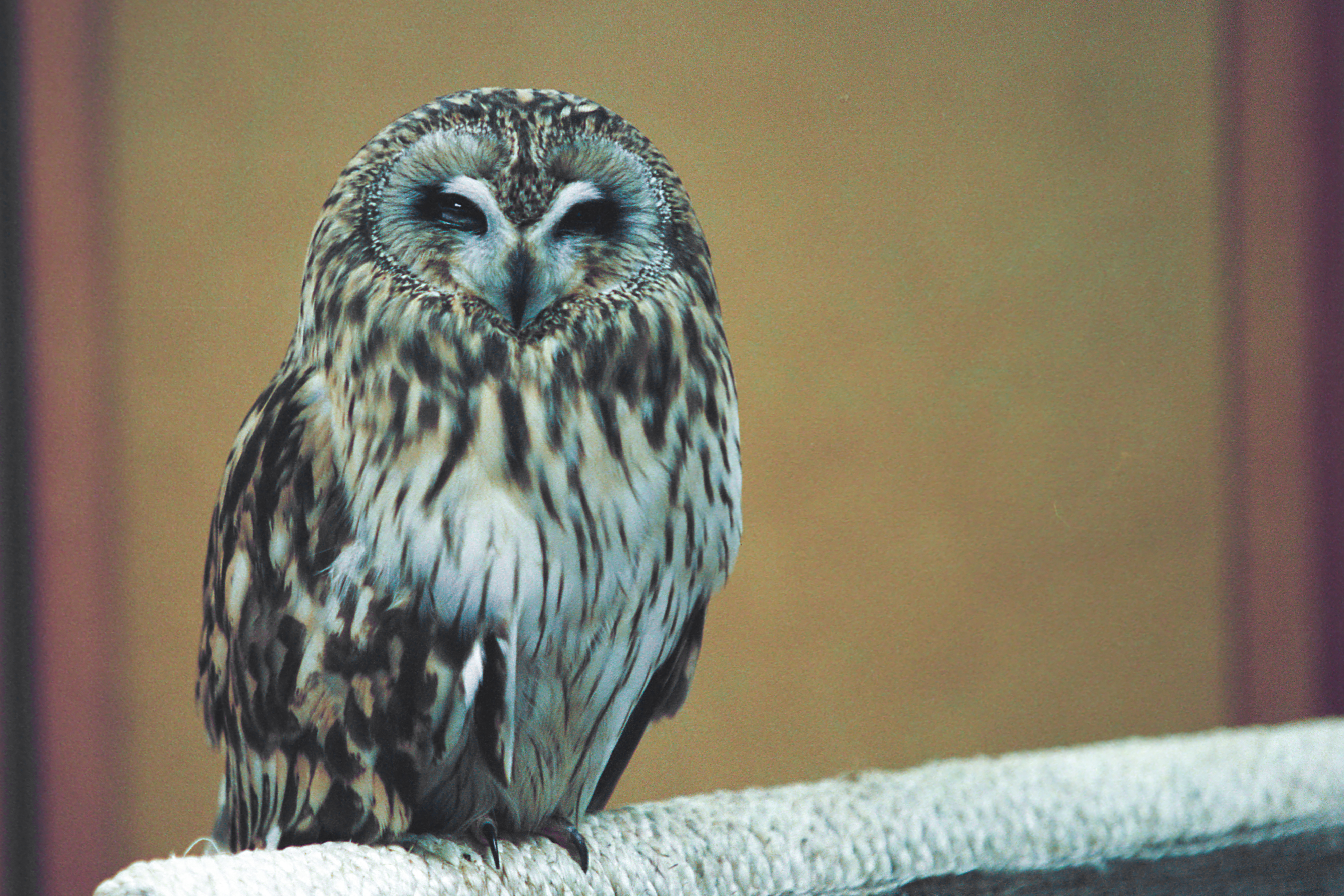
Réti fülesbagoly
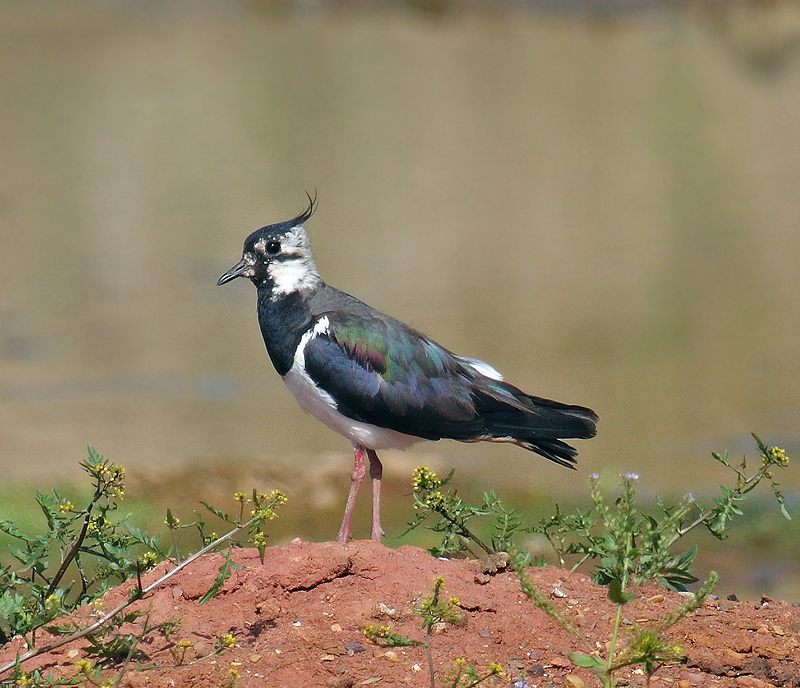
Bíbic
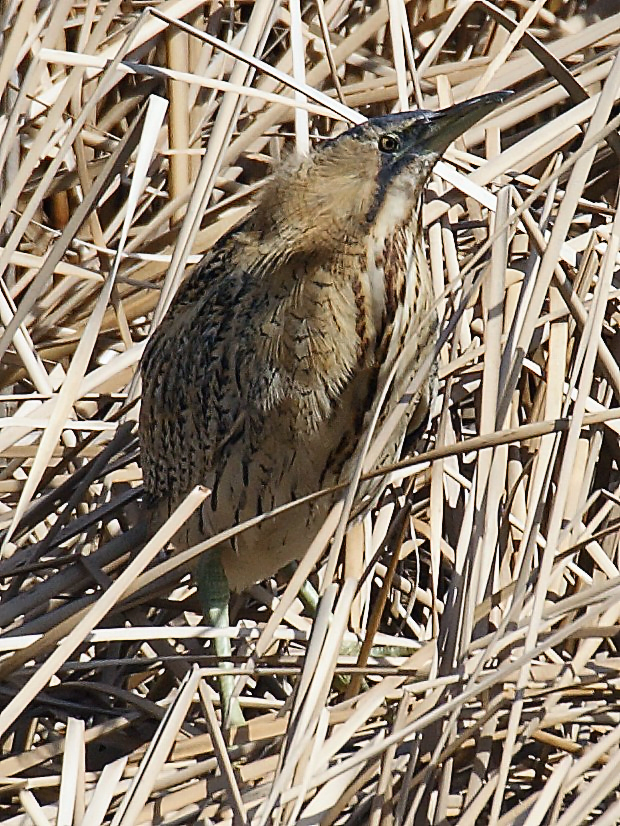
Bölömbika
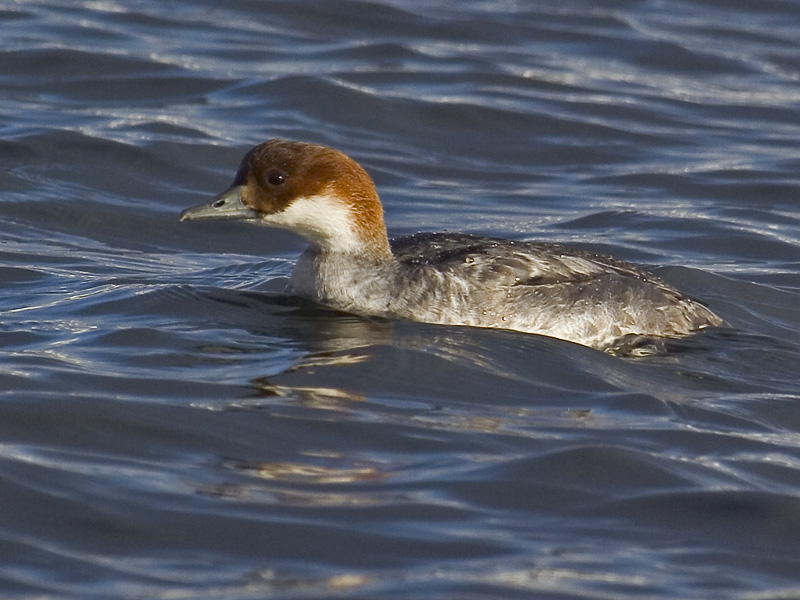
Kis bukó
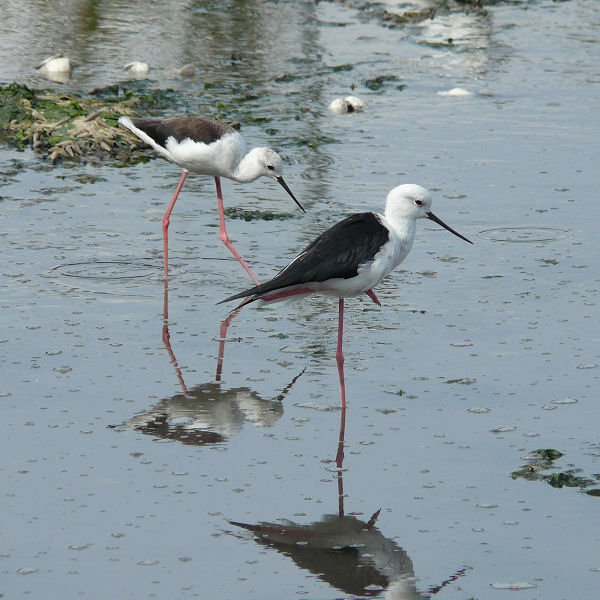
Gólyatöcs
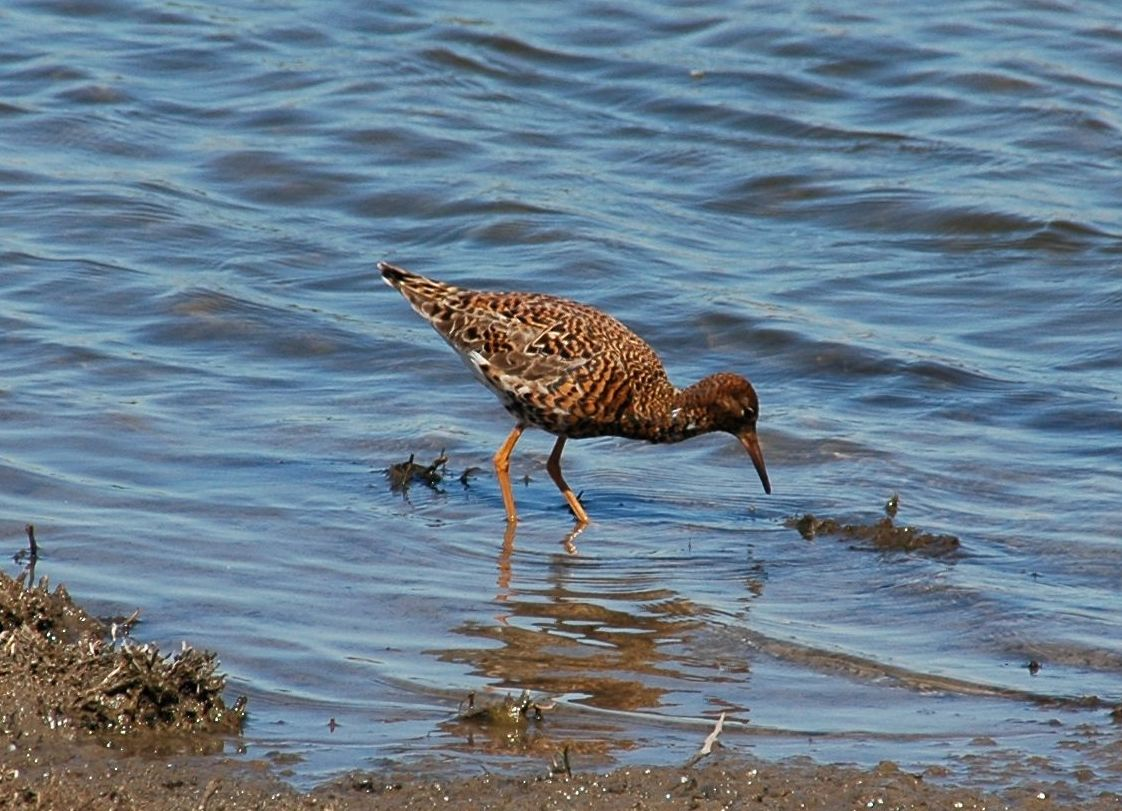
Pajzsos cankó
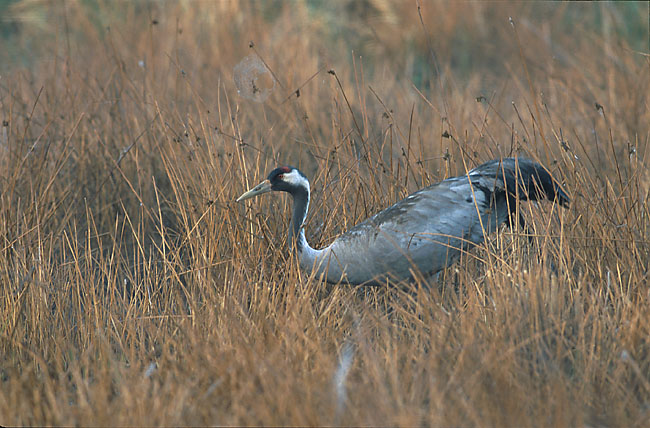
Daru
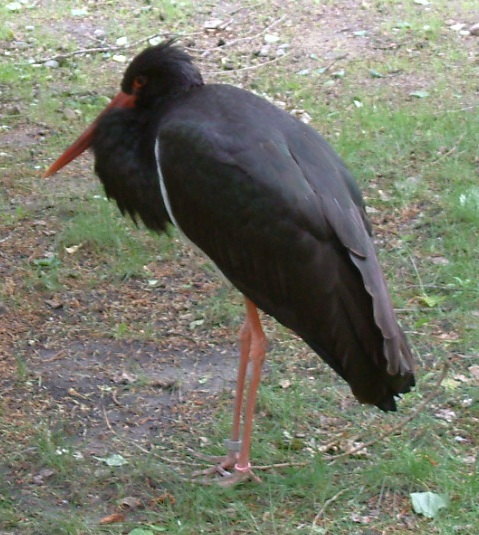
Fekete gólya
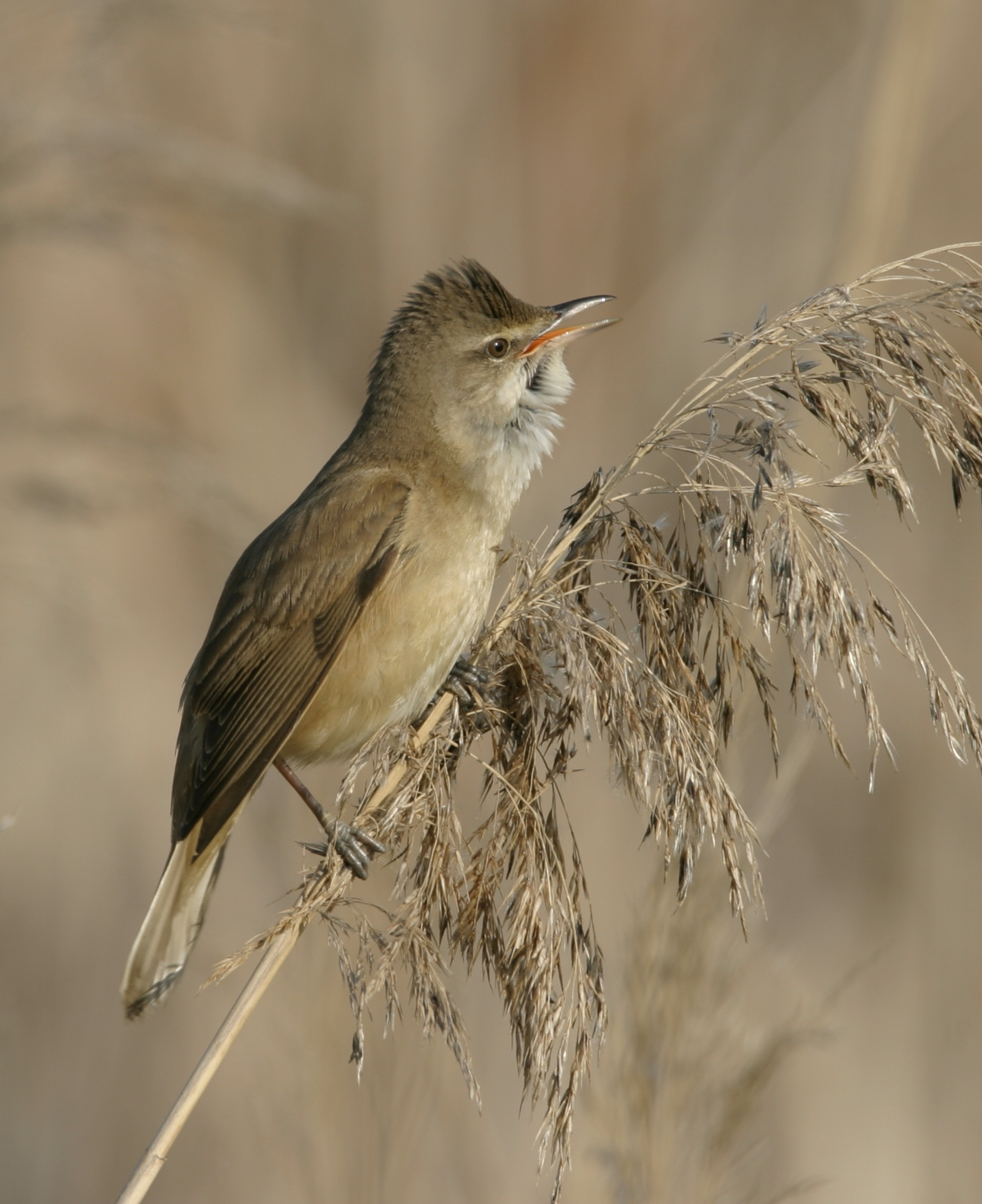
Nádirigó
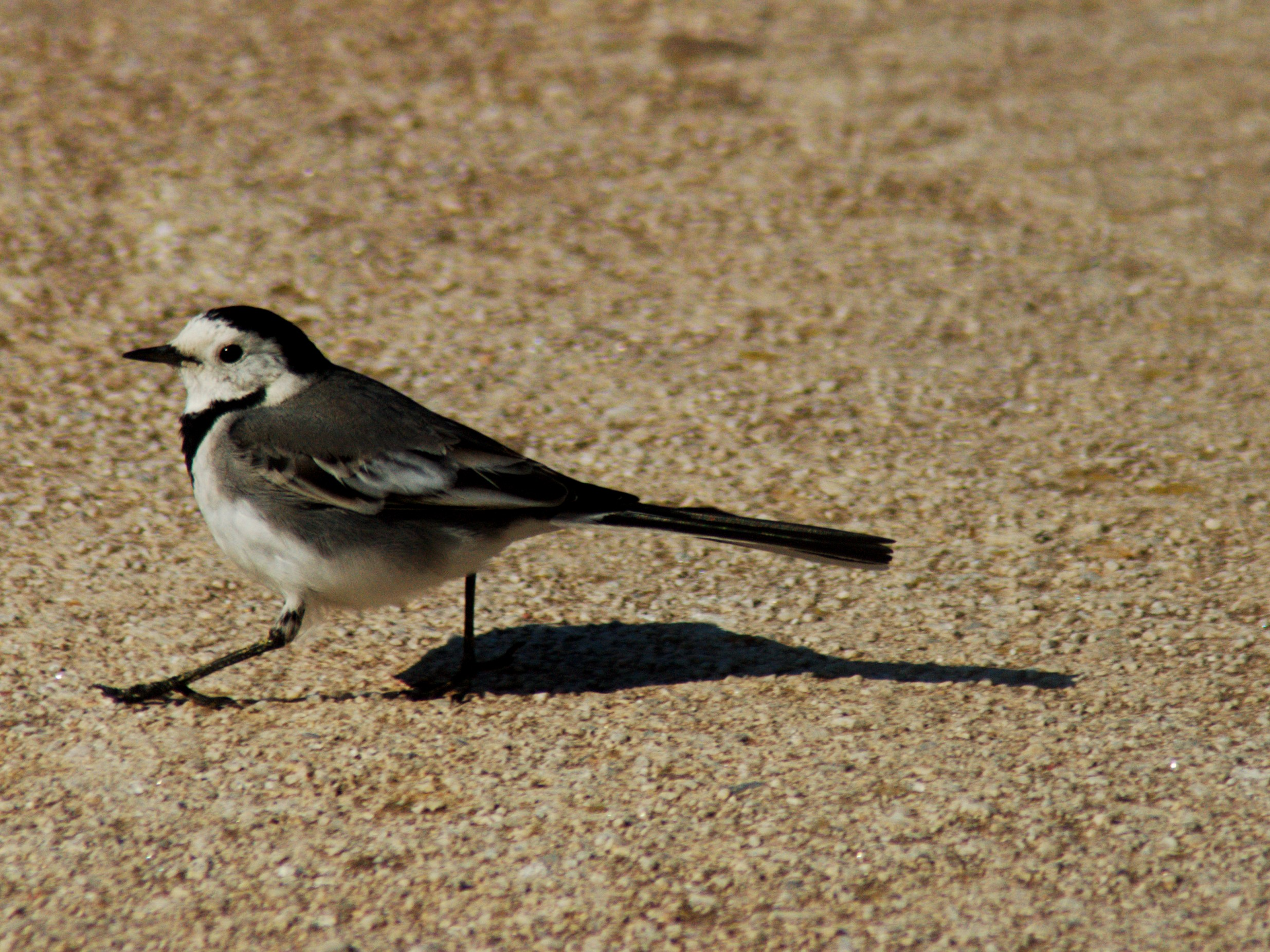
Barázdabillegető
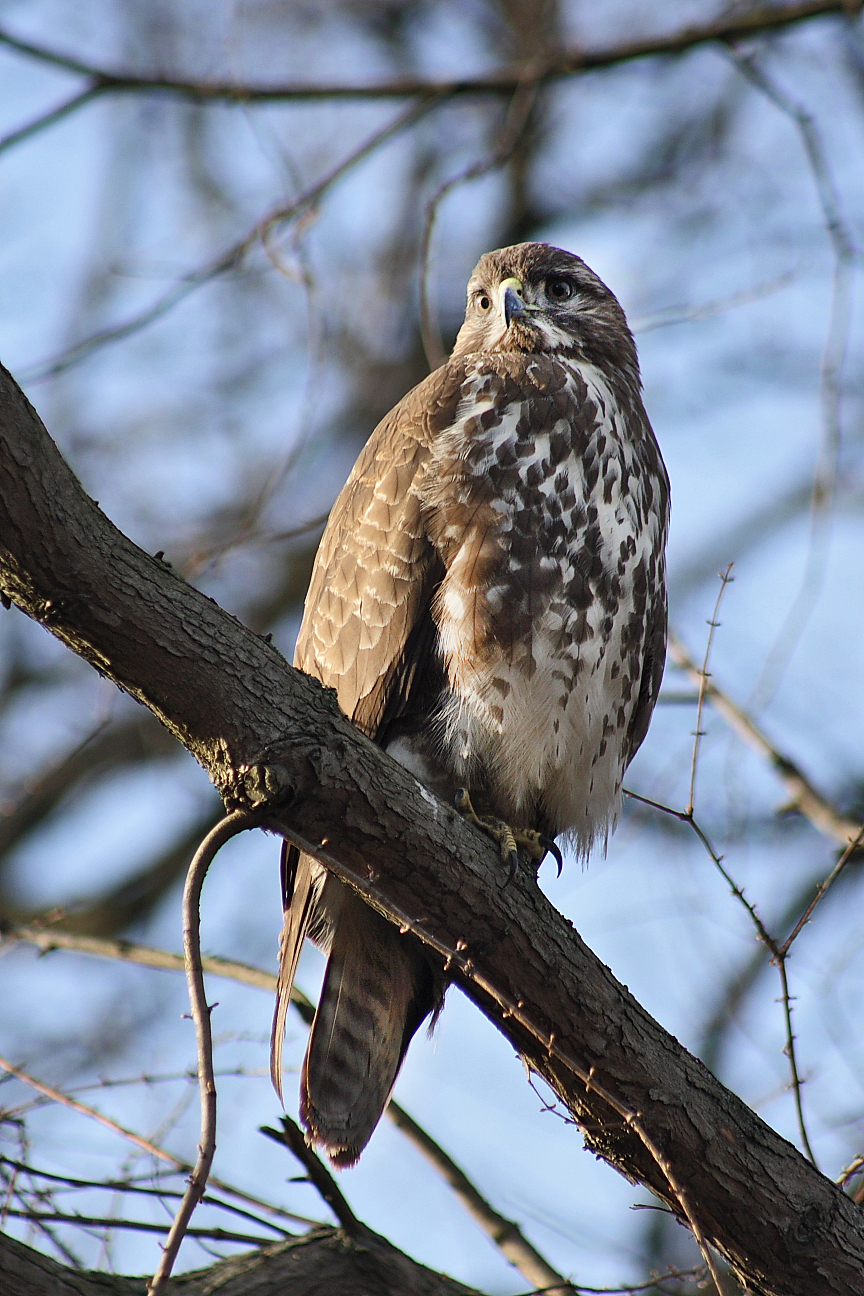
Egerészölyv